# Clubbed to Death (Lola)
Pour les articles homonymes, voir Lola.
Pour plus de détails, voir Fiche technique et Distribution.
Clubbed to Death (Lola) est un film français réalisé par Yolande Zauberman, sorti en 1996, en Belgique et en France en 1997, avec Élodie Bouchez, Roschdy Zem et Béatrice Dalle.

## Synopsis
Après s'être endormie dans un bus, une jeune fille, Lola, se retrouve à un terminus de banlieue en pleine nuit, sans savoir comment rentrer chez elle. Elle rencontre un jeune dealer, qui lui propose de l'accompagner à une free party dans un hangar. Sous l'effet de la drogue et de la musique, la jeune fille passe la nuit à danser, avant de se retrouver seule, hilare, en compagnie d'Émir, un agent de sécurité qui la protège et la raccompagne à l'aube à l'arrêt des bus. Lola est attirée par Émir, et retournera sur les lieux de leur rencontre pour le connaître. Mais Émir vit d'expédients, avec sa compagne et son frère, il est heroïnomane, et cette dépendance le rend impuissant.

## Fiche technique
- Réalisation : Yolande Zauberman
- Scénario : Noémie Lvovsky, Yolande Zauberman
- Scripte : Edmée Doroszlai
- Montage : François Gédigier
- Musique originale : Philippe Cohen Solal, Rob Dougan
- Dates de sortie :  
  - Canada : 10 septembre 1996 (Festival international du film de Toronto)
  - Allemagne : 16 février 1997 (Berlinale)
  - France : 25 juin 1997
  - Belgique : 3 septembre 1997
- Interdit aux moins de 16 ans

## Distribution
- Élodie Bouchez : Lola
- Roschdy Zem : Emir
- Béatrice Dalle : Saida
- Richard Courcet : Ismael
- Gérald Thomassin : Paul
- Luc Lavandier : Pierre
- Alex Descas : Mambo
- Julie Bataille : Johanna
- Philippe Roux : le conducteur de Bus

## Musique
- Clubbed to Death : Rob Dougan